# شهرستان پلت (وایومینگ)
شهرستان پلت، وایومینگ (به انگلیسی: Platte County, Wyoming) یک سکونتگاه مسکونی در ایالات متحده آمریکا است که در وایومینگ واقع شده‌است.

## خصوصیات
شهرستان پلت ۵٬۴۶۷٫۵ کیلومترمربع مساحت دارد.